# Tour della nazionale maschile di rugby a 15 dell'Australia 2002
La nazionale di rugby a 15 dell'Australia tra il 2000 e il 2003 si è recata sovente in tour, specialmente nel mese di novembre, in Europa e Giappone.
nel 2002 si reca in Argentina e poi in Europa: Le due sconfitte con Irlanda e Inghilterra fanno sì che questo tour (l'ultimo vero prima dei mondiali) abbia un bilancio non positivo.

## Risultati
| Arbitro: | Kelvin Deaker |

| |            | |
| | mt         | Mortlock |
| Contepomi 2 | c.p.       | Burke 3, Flatley |
| 15.Ignacio Corleto, 14.Jose Nunez Piossek, 13.Jose Orengo, 12.Lisandro Arbizu (cap.), 11.Diego Albanese, 10.Felipe Contepomi, 9.Agustín Pichot, 8.Gonzalo Longo Elia, 7.Rolando Martín, 6.Santiago Phelan, 5.Rimas Álvarez Kairelis, 4.Ignacio Fernández Lobbe, 3.Omar Hasan Jalil, 2.Federico Mendez Azpillaga, 1.Mauricio Reggiardo - Sostituti: Mario Ledesma Arocena, Roberto Grau, Pedro Sporleder, Martín Durand - Non entrati : Nicolás Fernández Miranda, Juan Fernández Miranda, Gonzalo Camardón | Formazioni | 15.Mat Rogers, 14.Ben Tune, 13.Matt Burke, 12.Dan Herbert, 11.Stirling Mortlock, 10.Stephen Larkham, 9.George Gregan (cap.), 8.Toutai Kefu, 7.George Smith, 6.Matt Cockbain, 5.Justin Harrison, 4.Dan Vickerman, 3.Patricio Noriega, 2.Jeremy Paul, 1.Bill Young - Sostituti: 16.Adam Freier, 17.Ben Darwin, 18.David Giffin, 19.David Croft, 20.Chris Whitaker, 21.Elton Flatley, 22.Wendell Sailor |

| Arbitro: | Steve Walsh |

| |            | |
| O'Gara 6 | c.p.       | Burke 3 |
| 15.Girvan Dempsey, 14.Shane Horgan, 13.Brian O'Driscoll (cap.), 12.Kevin Maggs, 11.Denis Hickie, 10.Ronan O'Gara, 9.Peter Stringer, 8.Anthony Foley, 7.Keith Gleeson, 6.Victor Costello, 5.Malcolm O'Kelly, 4.Gary Longwell, 3.John Hayes, 2.Shane Byrne, 1.Reggie Corrigan - Sostituti: 16.Frank Sheahan, 18.Leo Cullen, 19.Alan Quinlan, 22.John Kelly - Non entrati : 17.Marcus Horan, 20.Guy Easterby, 21.David Humphreys | Formazioni | 15.Matt Burke, 14.Wendell Sailor, 13.Stirling Mortlock, 12.Dan Herbert, 11.Scott Staniforth, 10.Stephen Larkham, 9.George Gregan (cap.), 8.Toutai Kefu, 7.George Smith, 6.Matt Cockbain, 5.David Giffin, 4.Owen Finegan, 3.Patricio Noriega, 2.Adam Freier, 1.Nick Stiles - Sostituti: 16.Brendan Cannon, 17.Ben Darwin, 18.Justin Harrison, 19.David Croft, 21.Elton Flatley - Non entrati : 20.Chris Whitaker, 22.Matt Giteau |

| Arbitro: | Paul Honiss |

| |            | |
| Cohen 2 | mt         | Flatley 2, Sailor |
| Wilkinson 2 | tr         | Burke 2 |
| Wilkinson 6 | c.p.       | Burke 4 |
| 15.Jason Robinson, 14.James Simpson-Daniel, 13.Will Greenwood, 12.Mike Tindall, 11.Ben Cohen, 10.Jonny Wilkinson, 9.Matt Dawson, 8.Richard Hill, 7.Neil Back, 6.Lewis Moody, 5.Ben Kay, 4.Martin Johnson (cap.), 3.Phil Vickery, 2.Steve Thompson, 1.Jason Leonard - Sostituti: 16.Mark Regan, 17.Robbie Morris, 18.Danny Grewcock, 19.Lawrence Dallaglio, 21.Austin Healey - Non entrati : 20.Andy Gomarsall, 22.Tim Stimpson | Formazioni | 10.Stephen Larkham, 14.Wendell Sailor, 15.Matt Burke, 13.Dan Herbert, 11.Stirling Mortlock, 12.Elton Flatley, 9.George Gregan (cap.), 8.Toutai Kefu, 7.George Smith, 6.Matt Cockbain, 5.Justin Harrison, 4.Dan Vickerman, 3.Patricio Noriega, 2.Jeremy Paul, 1.Bill Young - Sostituti: 16.Adam Freier, 17.Ben Darwin, 18.David Giffin, 19.David Croft, 21.Matt Giteau - Non entrati : 20.Chris Whitaker, 22.Scott Staniforth |

| Arbitro: | Pablo Deluca |

| |            | |
| | mt         | Mortlock, Staniforth 2 Harrison, Kefu |
| | tr         | Burke 3 |
| Pez | c.p.       | Burke |
| 15.Mirco Bergamasco, 14.Paolo Vaccari, 13.Cristian Stoica, 12.Matteo Barbini, 11.Nicola Mazzucato, 10.Ramiro Pez, 9.Juan Manuel Queirolo, 8.Sergio Parisse, 7.Mauro Bergamasco, 6.Aaron Persico, 5.Marco Bortolami (cap.), 4.Enrico Pavanello, 3.Martín Castrogiovanni, 2.Fabio Ongaro, 1.Andrea Lo Cicero Vaina - Sostituti: 16.Andrea Moretti, 17.Gianluca Faliva, 18.Mark Giacheri, 19.Gert Peens, 20.Alessandro Troncon, 21.Scott Palmer, 22.Cristian Zanoletti | Formazioni | 15.Stirling Mortlock, 14.Wendell Sailor, 13.Matt Burke, 12.Dan Herbert, 11.Scott Staniforth, 10.Elton Flatley, 9.George Gregan (cap.), 8.Toutai Kefu, 7.George Smith, 6.Matt Cockbain, 5.Justin Harrison, 4.Dan Vickerman, 3.Patricio Noriega, 2.Adam Freier, 1.Bill Young - Sostituti: 16.Brendan Cannon, 17.Ben Darwin, 18.David Giffin, 19.David Croft, 20.Chris Whitaker, 21.Matt Giteau, 22.Mark Bartholomeusz |